# Spathobdella setigera
Spathobdella setigera là một ruồi trong họ Sciaridae, thuộc chi Spathobdella. Loài này được Hardy miêu tả khoa học đầu tiên năm 1960.